# Goebel
Goebel is een historisch motorfietsmerk.
De bedrijfsnaam was: Karl Goebel Fahrzeugfabrik, Bielefeld.
Dit was een Duitse fietsenfabriek die vanaf 1951 ook lichte motorfietsen met 49cc-tweetaktmotor bouwde. Men schafte daarvoor inbouwmotoren van Sachs aan. De modellen waren tamelijk succesvol, maar halverwege de jaren zestig werd de productie beëindigd.